# Apple Inc
|  | «Apple» redirigeix aquí. Vegeu-ne altres significats a «Apple Records». |

Apple, (nasdaq, LSE 0HDZ, FWB APC) coneguda abans com a Apple Computer Inc., és una empresa multinacional estatunidenca que dissenya i fabrica productes electrònics de consum i programari per als seus productes, ofereix diferent serveis com Apple Arcade (Una plataforma de videojocs per demanda), Apple News+ (Una plataforma de noticies digitals mitjançant subscripció), produeix pel·lícules amb el nom Apple TV+ i també ofereix una targeta de crèdit anomenada Apple Card. Els més coneguts són els ordinadors Mac, els iPod, l'iPhone i l'iPad.
El programari que desenvolupa Apple inclou: el sistema operatiu macOS, el reproductor de contingut multimèdia iTunes, l'iLife (conjunt de programari per a la creació multimèdia), l'iWork (conjunt de programari de productivitat ofimàtica, i Final Cut Studio (un conjunt professional per a l'edició d'àudio i de pel·lícules. La companyia té més de 250 botigues a més de nou països i una botiga en línia on ven els seus productes.
Apple es va establir a Cupertino, Califòrnia, l'1 d'abril de 1976.

## Història

### Del 1974 al 1980: Primers anys

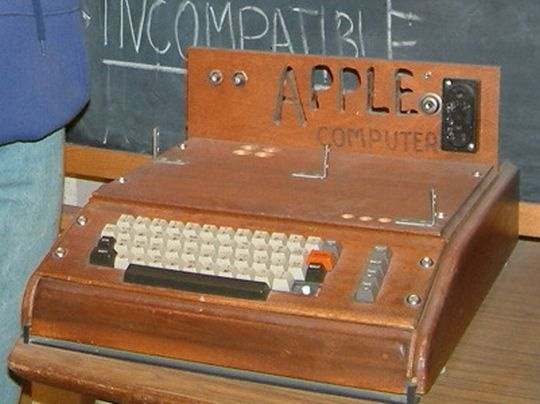
Apple I

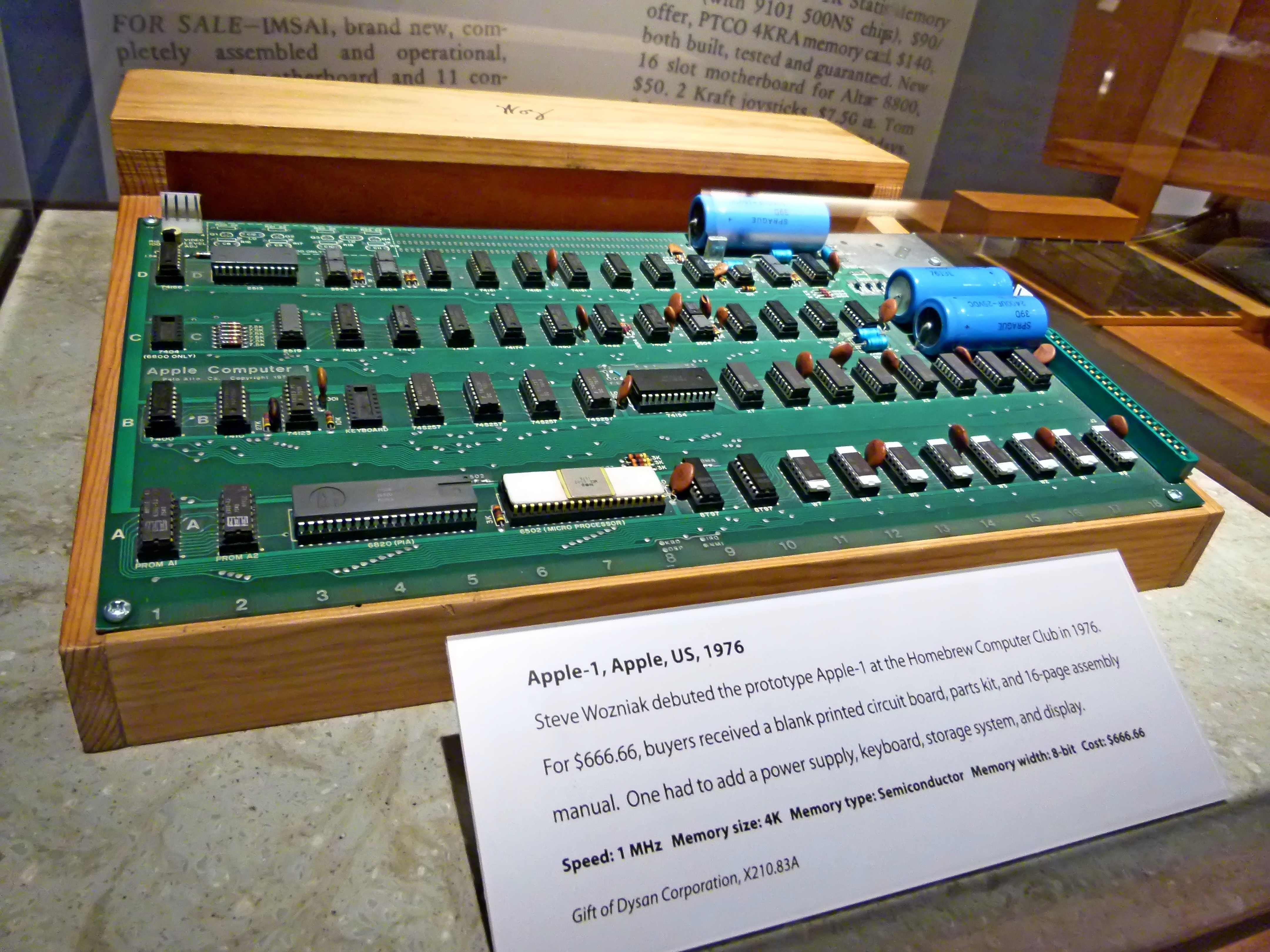
Placa base del Apple I exposada al Computer History Museum

Steve Jobs i Steve Wozniak es conegueren mentre treballaven a Hewlett-Packard. L'any 1974, Jobs passà a formar part del club de Wozniak, l'anomenat Homebrew Computer Club, una comunitat creada pel passatemps dels ordinadors. Jobs convencé Wozniak per tal que treballés amb ell en la construcció d'una computadora que havia de superar l'Altair 8800, fabricat per l'empresa estatunidenca Micro Instrumentation and Telemetry Systems, considerat el primer ordinador personal, i aparegut l'any 1975.
Apple fou fundada l'1 d'abril de 1976 pels dos socis ja coneguts juntament amb un altre company seu, en Ronald Wayne. Immediatament, sortia al mercat una espècie de computadora, l'Apple I, basada simplement en una placa mare que integrava la UCP, el mòdul de la memòria RAM i un monitor alfanumèric primitiu, tot fixat en una capsa de fusta, que Wozniak i Jobs havien dissenyat al dormitori de l'últim i apariat al seu garatge. El presentaren al Homebrew Computer Club. Costava 666,66 $. Se'n fabricaren uns 200.

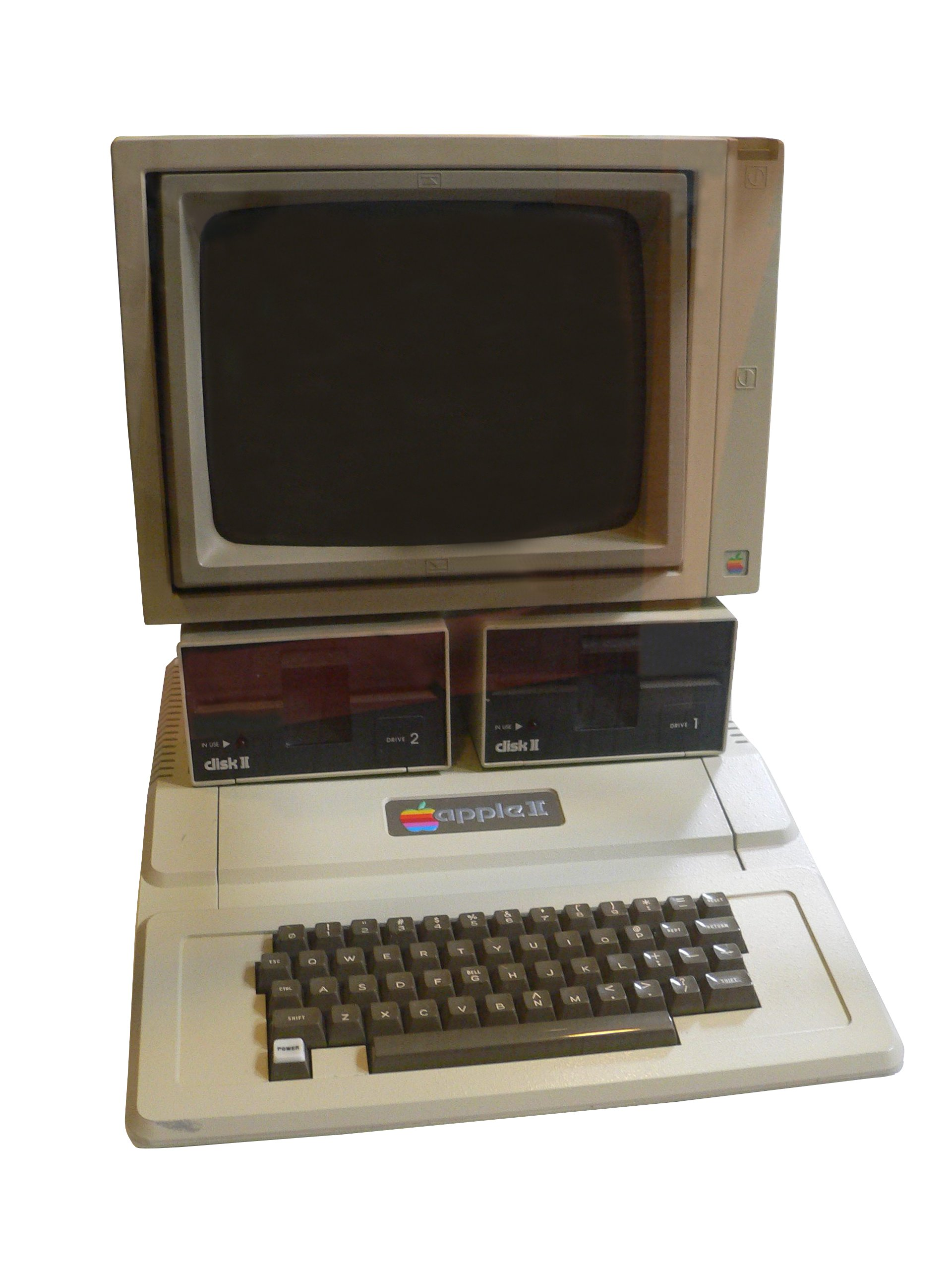
Apple II

Un any després, exactament el 16 d'abril de 1977, Apple estrenà l'Apple II (també escrit com a Apple ][) a la primera Fira de Computadores de la Costa Oest, la fira local. Aquesta nova microcomputadora era la primera a cabre dins una carcassa de plàstic i mostrar gràfics en color. Tenia 4 KB de RAM i processava a 1 MHz. A més a més, duia una interfície de disquet floppy, el Disk II i, per primera vegada, una targeta de vídeo que permetia la connexió amb una televisió. Pel que fa a programari, destacava el full de càlcul VisiCalc, innovador aleshores. L'ordinador costava 970 $. A part de l'èxit comercial, Apple obrí un immens camp de possibilitats informàtiques fins aleshores latent, tot creant una màquina assequible per a l'usuari mitjà, nascuda de la conjunció entre diferents parts de maquinari (un monitor, un teclat, etcètera) que oferien una versatilitat inexplorada fins aleshores. És, des d'aquest punt de vista, el primer ordinador personal susceptible de cert èxit entre la gent. Aquest model encetà la successió de màquines Apple que donaren a l'empresa el primer impuls econòmic.
L'Apple II fou seguit pels models II+, IIe, IIc, IIGS. El maig del 1980, l'Apple III rellevava el seu progenitor, just quan els IBM PC amb el sistema operatiu MS-DOS de Microsoft, en tant que maquinari "obert" (en el sentit de lliure de ser clonat) començaven a ser un enemic potencial que guanyava cada cop més terreny. No obstant això, Apple va dominar fàcilment el mercat del 1977 al 1983.

### Del 1981 al 1989: Lisa i els Macintosh

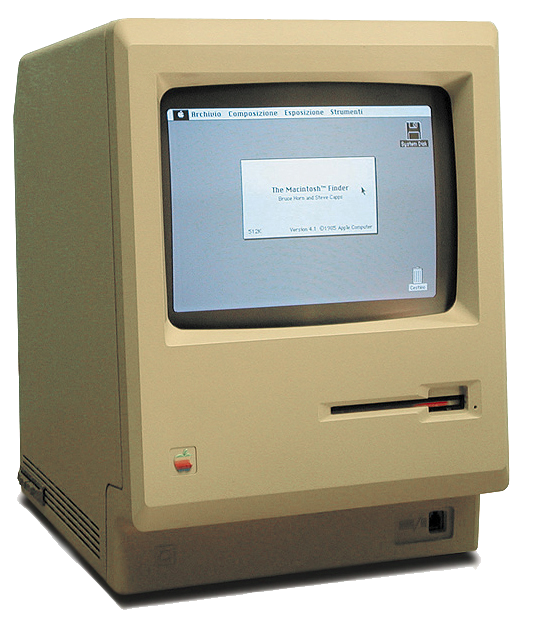
Macintosh

El desembre de 1979, Jobs i altres treballadors d'Apple visitaren el Centre de Recerca de Xerox a Palo Alto a canvi d'un paquet d'accions. Xerox treballava en un ordinador, el Xerox Alto que funcionava per primera vegada amb una Interfície Gràfica d'Usuari (GUI o IGU) basada en finestres. A més a més, Xerox, havia inventat el ratolí. Jobs estava convençut que la informàtica del futur es basaria en sistemes gràfics, i començà a desenvolupar l'Apple Lisa. Arribà al mercat abans que el Xerox Star (successor de l'Alto), el 1983, i, per tant, fou el primer ordinador a ser venut amb una GUI. Però tant el Lisa com el Xerox Star foren un fracàs rotund, a causa dels preus desorbitats (el Lisa costava quasi deu mil dòlars). Al final dels vuitanta, Xerox denuncià Apple per haver-li robat la seva interfície gràfica. Però ho va fer massa tard, i la querella no tirà endavant.
Feia anys que, des que l'enginyer d'Apple Jef Raskin havia ideat el concepte el 1979, Apple havia de crear un ordinador vertaderament assequible pel consumidor mitjà. El fracàs de l'Apple Lisa impulsà el disseny d'una nova sèrie d'ordinadors bastant més desenvolupats. El primer fou anomenat Macintosh, i sortí al mercat el 1984 avantguardat per una campanya publicitària dirigida per en Ridley Scott que parodiava l'IBM PC, com si fos el Gran Germà de la famosa sàtira política de George Orwell, 1984, i feia del Macintosh el redemptor. El Macintosh tenia 128 KB de memòria (expansible), un processador de Motorola i duia la primera versió del sistema operatiu gràfic Mac OS, radicalment nou aleshores. Apple també llançà la LaserWriter, la primera impressora làser amb un preu raonable i un paquet d'utilitats gràfiques, el PageMaker. Començava l'època de la publicació gràfica d'escriptori.
Un any després, el 1985, Microsoft Corporation llançava la primera versió de Microsoft Windows. Però no va ser fins al 1990, 5 anys després, que Microsoft aconseguí una versió del Windows equiparable amb el Mac OS original, el Windows 3.0. Amb el llançament el 1987 del Windows 2.03, que mostrava finestres lliscants, Apple es querellà contra Microsoft al·legant robatori de la propietat intel·lectual. El 1985, Steve Jobs deixà l'empresa per desavinences amb el nou president, John Sculley, per crear la seva pròpia empresa d'informàtica, NeXT Inc., amb projectes molt innovadors però sense gaire reeixida.
La sèrie d'ordinadors Macintosh que seguiren el Macintosh 128K anaren millorant a poc a poc en capacitat de processament a mesura que els xips de Motorola esdevenien més ràpids (doblant els 8 MHz inicials). Alguns deixaven de banda el concepte compacte d'ordinador que caracteritzava els Mac's, com ara el Macintosh II (1987), d'estructura modular com els PC's d'IBM, esdevenint el primer Mac expansible i portant una nova versió del Mac OS que ja mostrava gràfics en color a 8bit.

### Del 1990 al 1996: Creixement i caiguda
Les millores que incorporava el Windows 3.0 (1990) constituïren un seriós desafiament per a la continuïtat del Mac OS com a entorn gràfic per excel·lència. Apple respongué amb el llançament d'una nova edició del Macintosh original, el Macintosh Classic (ara amb molta més memòria i considerable rebaixa de preu, a part de l'estrena del System 7, el primer Mac OS de 32bit, que esdevindria la base de desenvolupament de la resta de versions del Mac OS fins al 2001. Més tard, millorà l'oferta de portàtils (amb relació a l'aparatós Macintosh Portable que va oferir el 1989), creant els PowerBook, un gran èxit, únicament amb l'agreujant d'una certa manca de programari.
L'eixamplament de la línia de productes dels noranta evidencià una nova filosofia en la producció, basada en el manteniment d'un estil tecnològic discriminatori i d'alta qualitat. D'altra banda, les noves versions del Windows començaven a manllevar el mercat a Apple, i les picabaralles judicials entre els enginyers de les dues companyes no portaren enlloc. L'agosarada innovació de Microsoft en el Windows acabà destruint la reputació d'invulnerabilitat d'Apple. La política de Microsoft impulsà certs projectes "secrets" en el si d'Apple, com ara l'anomenat projecte Star Trek, que creà ja aleshores una versió del Mac OS compatible amb l'arquitectura x86 d'Intel. Aquesta iniciativa s'acabà forçadament. Curiosament, catorze anys després, Apple estrenarà una versió del Mac OS X compatible amb processadors Intel.
El 1994, Apple aconseguí que IBM fes la pau amb el competidor Motorola, en l'aliança AIM (Apple-IBM-Motorola). En nasqueren els nous processadors PowerPC, d'arquitectura RISC. Les noves màquines, anomenades Power Macintosh, fixaren un estàndard de qualitat i potència gràfica que basà la producció dels següents anys, a part de mantenir una compatibilitat total (per emulació) amb el programari dels antics Mac's. El 1995, Microsoft llançava el Windows 95, que suposava un avenç fort en les capacitats i funcionament dels PC, rematant finalment les expectatives de creixement del Mac OS. Per fer front a la caiguda, Apple permeté la creació de clons de Mac a algunes empreses, creient que en resultaria un benefici econòmic.
El juliol del 1997, es destituí el president Gil Amelio, maniobra justificada per la previsió econòmica nefasta que s'albirà pels següents anys. I es torna a contractar el cofundador Steve Jobs.

### Del 1997 al 2011, la revolució d'Apple

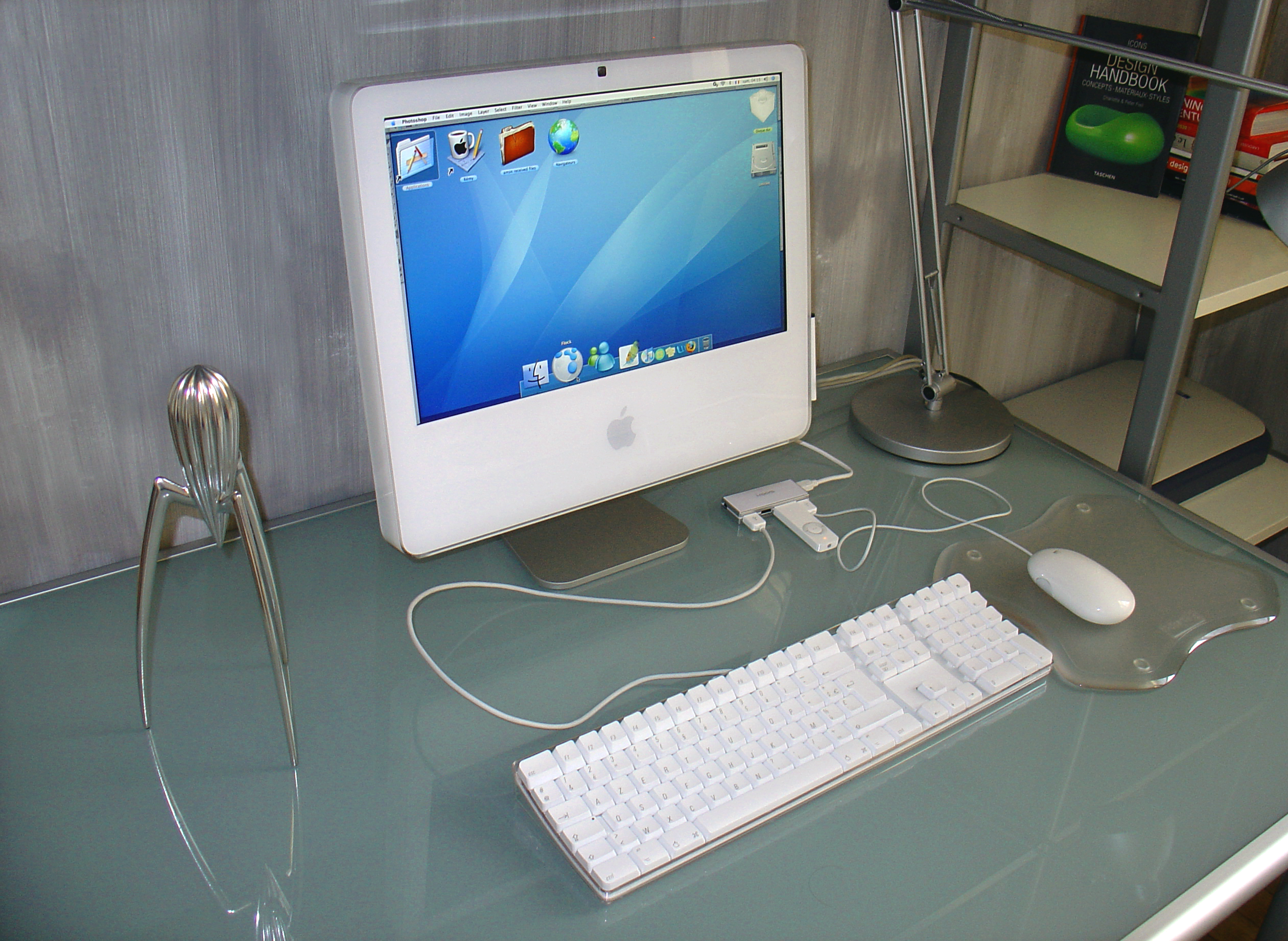
iMac amb processador Intel core Duo (En aquesta foto és un iMac 17")

Sota la direcció de Steve Jobs, Apple fa un gir radical.
En el món dels ordinadors, pacta amb Intel i comença a utilitzar els processadors d'aquesta companyia.
Pel que fa al sistema operatiu Mac OS, amb Mac OS X comença a utilitzar una versió Unix, basat en el sistema operatiu NeXTSTEP que Apple va adquirir després de la compra de NeXT, en tornar el seu director general Steve Jobs.
Llança al mercat l'iPod, un reproductor MP3 que serà molt ben acceptat entre els consumidors, en conjunció amb el portal i el programari iTunes que permet l'adquisició i gestió de música en línia, a preus assequibles i amb molta facilitat.
Entra al món de la telefonia mòbil amb l'iPhone.
A la primeria del 2010 anuncia l'iPad, una tauleta amb totes les funcions d'un iPhone i un iPod Touch però amb més funcionalitats com ara e-Books i amb una edició de l'iWork totalment renovada per aquest producte.
A la fi de l'agost de 2011, Steve Jobs, un dels fundadors i l'home que va salvar Apple d'una fallida i la va convertir en l'empresa de referència en la tecnologia aplicada al consumidor (que a partir del 2004 estigué en tractament per un càncer de pàncrees) anuncià la seva dimissió al capdavant de la companyia, tot i que continuà a l'empresa com a president del consell d'administració. Serà reemplaçat per la seva mà dreta, el fins aleshores director d'operacions Tim Cook.

### 2013-present: Expansió i adquisicions
El 28 de maig de 2014, Apple va confirmar la seva intenció d'adquirir el Dr. Dre i companyia àudio de Jimmy Lovine, Beats Electronics —productor dels Beats by Dr. Dre línia d'auriculars i productes altaveus, i l'operador del servei de streaming de música Beats Music— per 3000 milions de dòlars. Pel que fa a l'oferta, Tim Cook va declarar que «La música és una part tan important de la vida de tothom i té un lloc especial als nostres cors a Apple. Per això hem mantingut la inversió en la música i estem reunint aquests equips extraordinaris per seguir creant els productes i serveis de música més innovadors al món». Com a resultat de l'adquisició, Apple té previst oferir productes Beats «a través dels seus punts de venda i distribuïdors», però la companyia no ha fet cap indicació addicional sobre com integraran Beats en línia de productes d'Apple.

## Controvèrsies i polèmiques
Apple ha estat criticada per la seva enginyeria fiscal en diversos països amb l'afany d'evadir impostos. També la hi han criticat les seves pràctiques contra el medi ambient i l'explotació laboral que sofreixen els empleats de les empreses que Apple té subcontractades a Àsia. En 2013, els documents filtrats per Edward Snowden van revelar que Apple col·labora amb la NSA i altres agències d'intel·ligència en la xarxa de vigilància global des d'octubre de 2012. Apple, a més, està en contra de donar dret als seus clients al fet que puguin reparar-se els seus propis dispositius i fa lobbying en contra d'això.

### Conflicte ambEpic Games
A l'agost de 2020, Apple va ser demandat per Epic Games, pel fet que estava abusant del seu poder de desenvolupadors de les aplicacions, per la qual cosa va eliminar Fortnite de l'App Store per violar les pautes de pagament dins de l'aplicació, a més Tim Sweeney li va respondre: "Apple s'ha tornat boig. Si les universitats imparteixen classes virtuals a través d'una aplicació per a iPhone, Apple podria exigir el 30% de la matrícula. Veritablement, Apple no té dret de prendre cap percentatge dels ingressos de qualsevol companyia sol perquè van fer el telèfon que la gent usa per a accedir a les coses”.

### Censura
En 2009 van tenir gran repercussió alguns casos d'aplicacions per al Sistema Operatiu iOS censurades per Apple, sempre de iure, en virtut als contractes de l'App. Store. El cas més conegut ha estat el de les aplicacions de Google i el seu servei Google Voice, retirat de l'App Store una vegada havia estat aprovat. Es pensa que AT&T, la companyia que manté els drets de distribució en exclusiva de l'iPhone als Estats Units va pressionar a Apple, ja que Google Voice oferia telèfon sobre la xarxa de dades, evitant així als usuaris l'ús del servei de veu i el subseqüent pagament d'aquest. A la fi de 2009 Google va llançar una pàgina web per a Google Voice especialment dissenyada per al navegador web de l'iPhone. També contra Google, Apple va censurar l'aplicació Google Maps de l'App Store a la fi de 2012 després del llançament de la seva pròpia aplicació de mapes integrada en el sistema operatiu iOS 6. Després de l'al·luvió de crítiques rebudes sobre la qualitat dels mapes i les correccions sobre l'app que Google va estimar oportunes, Apple va autoritzar a Google Maps a estar disponible en l'App Store de nou el 13 de desembre de 2012. És notable la gran censura que fa la marca de Cupertino cap a les aplicacions amb contingut sexual o pornogràfic, ja que les elimina en fase de producció. De moment, Apple es pren molt de debò la censura en els seus mercats d'aplicacions.

### Guerra de patents
Apple compta amb centenars de patents,50 que ha usat en diverses ocasions (principalment en els últims anys) per a dificultar la competència a empreses del mateix sector o fins i tot per a frenar el desenvolupament d'estàndards lliures com l'HTML5.51
A l'abril de 2011, Apple va denunciar a Samsung per robatori de propietat intel·lectual, en trobar molt semblant el telèfon mòbil *Galaxy *Ace de Samsung a l'iPhone d'Apple.
Al juliol de 2011, Apple va guanyar una altra demanda contra la companyia taiwanesa *HTC per violació de patents de programari als Estats Units, la qual cosa va obligar a *HTC a parar la venda dels dispositius que infringien la patent i a redissenyar la interfície.52 L'empresa valenciana *NT-K també va ser denunciada en entendre que estaven reproduint en els seus dispositius uns dissenys registrats la titularitat dels quals correspon exclusivament a Apple. *NT-K va presentar una denúncia posterior contra Apple davant la Comissió Nacional de la Competència i la sentència dictada va acabar amb el sobreseïment sobre la demanda que va posar Apple primer.5354
Al mes següent, a l'agost, va arribar a paralitzar la venda de Samsung *Galaxy *Tab 10.1 en tots els països de la Unió Europea. Samsung per la seva part els acusa de frenar la innovació.55
Al febrer de 2012, va tornar a demandar a Samsung davant el Tribunal de Districte dels Estats Units, per la venda del seu nou model *Galaxy *Nexus, que presumptament estaria infringint quatre patents d'Apple, dues d'elles relacionades amb la tecnologia tàctil (una és una manera de desbloquejar el telèfon i una altra aporta millores de velocitat en introduir text).5657

### Manca de privacitat de les dades dels usuaris
Article principal: Dades sobre la vigilància mundial (2013 a la data)
Apple va ser assenyalada, entre altres companyies desenvolupadores de productes de tecnologia informàtica de punta, com una de les involucrades dins del programa de vigilància electrònica d'alt secret (Top secret) *PRISM, a càrrec de l'Agència de Seguretat Nacional (*NSA) dels Estats Units, segons els informes i documents filtrats per l'ex informant i empleat de l'Agència Central d'Intel·ligència (CIA), Edward *Snowden al juny de 2013.5859
El 21 de gener de 2020, es va conèixer que Apple va deixar els seus plans per a xifrar les còpies de seguretat dels usuaris perquè fossin segurs, després que l'FBI es queixés.6061

### Greenpeace i Apple
Greenpeace va liderar una campanya perquè Apple deixés d'utilitzar materials altament contaminants abandonats per altres grans fabricants d'ordinadors, gràcies a aquestes manifestacions Apple va deixar d'utilitzar mercuri i altres components, i va començar a fabricar els seus productes amb LCD reciclable i alumini. Per així ajudar al mediambient i progressar amb aquestes noves polítiques.

## CEO (Director General)
- 1976-1981: Michael Scott
- 1981-1983: Mike Markkula
- 1983-1993: John Sculley
- 1993-1996: Michael Spindler
- 1996-1997: Gil Amelio
- 1997-2011: Steve Jobs
- Des del 2011: Tim Cook

## Productes
Apple I, Apple II, Apple III, iPad 2, iPhone 3GS, iPhone 4, iPhone 4S, iPhone 5, iPhone 5S, iPhone 6, iPhone 6 Plus, iPhone 6S, iPhone 6S Plus, iPhone SE, iPod touch, iPod nano, iPod shuffle, iPod classic, Apple TV, MacBook Air, MacBook Pro, iMac, Mac mini, Mac Pro, iPhone SE 1ra Gen, iPhone 7, iPhone 7 Plus , iPhone 8, iPhone 8 Plus, iPhone X , iPhone XS, iPhone XS Max, iPhone XR, iPhone 11, iPhone 11 Pro, iPhone 11 Pro Max, iPhone SE 2na Gen, iPhone 12, iPhone 12 Mini, iPhone 12 Pro, iPhone 12 Pro Max, iPhone 13, iPhone 13 Mini, iPhone 13 Pro, iPhone 13 Pro Max, iPhone 14, iPhone 14 Plus, iPhone 14 Pro, iPhone 14 Pro Max, iPhone 15, iPhone 15 Plus, iPhone 15 Pro, iPhone 15 Pro Max.
Processadors Motorola 68kApple Lisa, Mac, MacPlus, Mac II, Mac IIe, Mac Classic
Processadors PowerPciBook G4, PowerBook G4, Power Mac G5, eMac G4, iMac G5, Mac Mini G4
Processadors IntelMacBook, MacBook Pro, MacBook Air, Mac mini, iMac, Mac Pro
iPodiPod Classic, iPod Nano, iPod Shuffle, iPod Touch
TelèfonsiPhone, iPhone 3G, iPhone 3GS, iPhone 4, iPhone 4S, iPhone 5, iPhone 5S i iPhone 5C (llançats conjuntament), iPhone 6 i iPhone 6 Plus, iPhone 6S, iPhone 6S Plus, iPhone SE (Special Edition) que recupera el disseny de l'iPhone 5S però amb maquinari del 6S, iPhone 7 i iPhone 7 Plus, iPhone 8 i iPhone 8 Plus, iPhone X (Edició desè aniversari), iPhone XS i iPhone XS Max, iPhone XR
Tauletes tàctilsiPad, iPad 2, iPad 3 i substituït posteriorment per l'iPad amb pantalla Retina.
Sistemes operatiusMac OS X, Mac OS X Server, Mac OS 9, Mac OS 8, Mac OS X Leopard, Mac OS X Snow Leopard, Mac OS X Lion, Mac OS X Mountain Lion (l'estiu de 2012), Mac OS X Mavericks (juny de 2013) Mac Os X Yosemite (juny del 2014) Mas OS X El Capitan (Juny del 2015) Mac OS Sierra (Juny del 2016) Mac OS High Sierra (Juny del 2017) Mac OS Mojave (Juny del 2018)
ProgramariSafari, iTunes, Suite iLife (iPhoto, iWeb, iMovie, GarageBand, iDVD), Suite iWork (Keynote, Pages, Numbers), Aperture; Suite Final Cut Studio (Final Cut Pro, Motion, Sountrack, Color, Compressor, DVD Studio); Suite Logic Studio (Logic Pro, Main Stage, Soundtrack Pro); Quicktime, iBooks Author.
Actualitat - En venta
Ara com ara, [última consulta 20 de desembre de 2023] Apple presenta una oferta de productes molt variada que distribueix i ven mitjançant les seves botigues físiques, pàgina web i venedors autoritzats:
Mac: MacBook Air 13" i 15", MacBook Pro 14" i 16", iMac 24", Mac mini, Mac Studio, Mac Pro.
iPad: iPad (9a Gen.), iPad (10a Gen.), iPad Mini, iPad Air i iPad Pro en 11" i 12,9".
iPhone: iPhone SE, iPhone 13, iPhone 14 / Plus, iPhone 15 /Plus i iPhone 15 Pro / Max.
Watch: Apple Watch SE, Apple Watch Series 9 i Apple Watch Ultra 2.
AirPods: AirPods (2a Gen.), AirPods (3a Gen.), AirPods Pro (2a Gen.) i AirPods Max.
TV i Casa: Apple TV 4K, HomePod, HomePod mini.
A més a més, ofereix diferents tipus d'accessoris, molts d'ells dissenyats expressament pels productes comentats amb anterioritat. És el cas de l'Apple Pencil de 1a i 2a generació i del Magic Keyboard. La companyia també té disponibles serveis de subscripció mensual: Apple TV+, Apple Music, Apple Arcades i Apple Fitness+ que abracen des de la possibilitat de reproducció en línia de música, sèries i pel·lícules com poder jugar a videojocs o exercitar-se amb vídeos d'entrenaments.

## Finances

### Història financera[calcitació]
Apple és l'empresa tecnològica més gran del món per ingressos, la companyia de tecnologia més gran del món per actius totals i el segon fabricant de telèfons mòbils del món després de Samsung. En el seu exercici fiscal que va finalitzar el setembre de 2011, Apple Inc. va registrar un total de 108.000 milions de dòlars en ingressos anuals, un augment significatiu dels seus ingressos de 65.000 milions de dòlars del 2010, i gairebé 82.000 milions de dòlars en reserves d'efectiu. El 19 de març de 2012, Apple va anunciar plans. per un dividend de 2,65 dòlars per acció a partir del quart trimestre del 2012, per aprovació del seu consell d'administració. Els ingressos anuals de la companyia a tot el món el 2013 van ascendir a 170.000 milions de dòlars. El maig de 2013, Apple va entrar per primera vegada entre les deu primeres de la llista d'empreses Fortune 500, pujant 11 llocs per sobre del seu rànquing de 2012 per ocupar la sisena posició. A partir del 2016, Apple disposa d'uns 234.000 milions de dòlars en efectiu i valors negociables, dels quals el 90% es troba fora dels Estats Units a efectes fiscals.
A partir del 3 d'agost de 2018, Apple era la corporació pública més gran del món per capitalització borsària. El 2 d'agost de 2018, Apple es va convertir en la primera empresa nord-americana que cotitza en borsa a assolir un valor de mercat d'1 bilió de dòlars. Apple va ocupar el quart lloc del rànquing de Fortune 500 del 2018 de les corporacions més grans dels Estats Units per ingressos totals. El juliol del 2022, Apple va registrar una caiguda de l'11% en els beneficis del tercer trimestre en comparació amb el 2021. Els seus ingressos en el mateix període van augmentar un 2% interanual fins als 83.000 milions de dòlars, tot i que aquesta xifra també va ser inferior a la del 2021, on l'augment va ser de 36%. Segons els informes, la desacceleració general és causada per la desacceleració de l'economia global i les interrupcions de la cadena de subministrament a la Xina. El maig del 2023, Apple va registrar un descens de les seves vendes durant el primer trimestre del 2023. En comparació amb el del 2022, els ingressos del 2023 van caure un 3%. Aquest és el segon trimestre consecutiu de caiguda de vendes d'Apple. Aquesta caiguda s'atribueix a la desacceleració de l'economia i als consumidors que posposen les compres d'iPads i ordinadors a causa de l'augment dels preus. No obstant això, les vendes d'iPhone es van mantenir amb un augment interanual de l'1,5%. Segons Apple, les demandes d'aquests dispositius eren fortes, especialment a Amèrica Llatina i el sud d'Àsia.

### Caritat[calcitació]
Apple és soci de (PRODUCT)RED, una campanya de recaptació de fons per a l'organització benèfica contra la sida. El novembre de 2014, Apple va organitzar tots els ingressos de l'App Store en un període de dues setmanes per a la recaptació de fons, generant més de 20 milions de dòlars, i el març de 2017, va llançar un iPhone 7 amb un acabat de color vermell.
Apple contribueix econòmicament a la recaptació de fons en temps de desastres naturals. El novembre de 2012, va donar 2,5 milions de dòlars a la Creu Roja Americana per ajudar els esforços de socors després de l'huracà Sandy, i el 2017 va donar 5 milions de dòlars als esforços de socors tant per a l'huracà Irma com per a l'huracà Harvey, així com per al terratrèmol de Mèxic Central de 2017. La companyia també ha utilitzat la seva plataforma iTunes per fomentar les donacions arran de desastres ambientals i crisis humanitàries, com ara el terratrèmol d'Haití de 2010, el terratrèmol del Japó de 2011, el tifó Haiyan a les Filipines el novembre de 2013 i la crisi de migrants europeus de 2015. Apple subratlla que no incorre en cap cost de processament ni d'altres despeses per les donacions d'iTunes, enviant el 100% dels pagaments directament als esforços de socors, tot i que també reconeix que la Creu Roja no rep cap informació personal sobre els usuaris que donen i que els pagaments poden no ser deduïble fiscalment.
El 14 d'abril de 2016, Apple i el Fons Mundial per a la Natura (WWF) van anunciar que s'havien col·laborat per "ajudar a protegir la vida al nostre planeta". Apple va llançar una pàgina especial a l'iTunes App Store, Apps for Earth. En l'acord, Apple s'ha compromès que fins al 24 d'abril, WWF rebrà el 100% dels ingressos de les aplicacions que participen en l'App Store tant a través de les compres de qualsevol aplicació de pagament com de les compres integrades a l'aplicació. La campanya Apps for Earth d'Apple i WWF va recaptar més de 8 milions de dòlars en beneficis totals per donar suport al treball de conservació de WWF. WWF va anunciar els resultats a la WWDC 2016 a San Francisco.
Durant la pandèmia de COVID-19, el CEO d'Apple, Cook, va anunciar que la companyia donarà "milions" de màscares als treballadors sanitaris dels Estats Units i Europa.
El 13 de gener de 2021, Apple va anunciar una "Iniciativa d'equitat i justícia racial" de 100 milions de dòlars per ajudar a combatre el racisme institucional a tot el món.

## Disseny del logotip

### 1976 Ronald Wayne

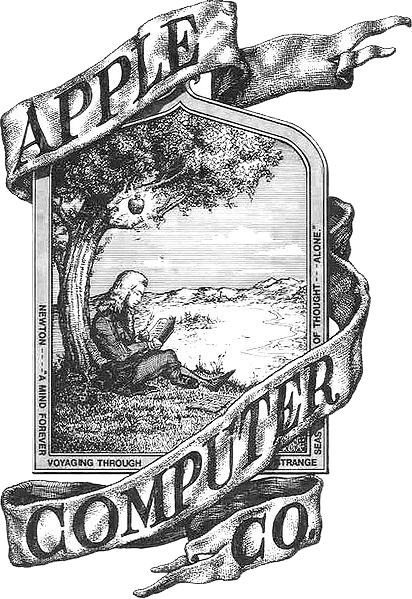
Primer logotip d'Apple dissenyat per Ronald Wayne.

Apple es va fundar l’any 1976, formada per tres socis: Steve Jobs, Steve Wozniak i Ron Wayne. Aquest últim va dissenyar el logotip original. Sempre hi va ser present el concepte de la poma, però, en un principi no era tan evident. El logotip va néixer bastant antiquat i representava la figura de Newton a l'escena on li cau una poma i dona com a resultat la formulació de la teoria de la gravetat. Ron Wayne va treure la seva ploma i es va posar a realitzar un esbós mentre els altres dos socis debatien el futur de la companyia. Ja en aquell moment, Jobs estava obsessionat amb la idea de la poma i la paraula Apple. El primer logotip, que recordava als del segle xix, anava acompanyat per un eslògan “Newton.. una ment sempre viatgen pels mars estranys dels pensaments… sol". Aquest disseny sol va durar un any, ja que, no li va acabar d’agradar a Jobs per ser massa seriós i complex.

### 1977 Rob Janoff
Veient que era un logotip massa complex, van optar per la poma amb els colors de l'arc de Sant Martí desordenats dissenyada per Rob Janoff. Sol van bastar dues setmanes i una prova de logotip de Janoff per convèncer a Jobs i començar el redisseny del logotip, coincidint amb el llançament de l'Apple II. Janoff es va basar en els suggeriments de Jobs per simplificar l’anterior logotip i va crear una poma amb una mossegada. Era un més colorit; d’adalt a avall presentava línies horitzontals en colors verd, groc, taronja, vermell, lila i blau.

Segon logotip dissenyat per Rob Janoff.

Es creu que fa referència a la figura d’Alan Turing, un famós matemàtic i desxifrador de codis. Quan Turing anava a ser detingut l’any 1954, va mossegar una poma amb cianur per suïcidar-se. Molts creuen que d’allà ve la famosa poma. Altres asseguren que la mossegada ve del verb mossegar en anglès “bite”, és a dir, fer un guinyo als “bytes” informàtics. Wozniak, qui no va preguntar mai a Jobs perquè el nom d’Apple, té dues hipòtesis: La primera és que Jobs va estar treballant en una granja a Oregon i el contacte amb la fruita va donar-li la idea. La segona hipòtesis de Wozniak és que Jobs era fan de The Beatles, els quals gravaven en el seller discogràfic Apple Records.
També es creu que el logotip podria tenir simbolisme bíblic amb la poma de l’arbre de la saviesa mossegada per Eva, representant la temptació o l’atreviment. La veritat és que Apple mai ha confirmat cap de les teories que envoltant el seu logotip.

### Des de 1998 fins a l'actualitat
L’any 1998 el logotip va canviar de forma i de color per passar a ser monocromàtic, coincidint amb la volta de Jobs a Apple. El fet de fer-lo monocromàtic va donar al logotip major flexibilitat i va començar a aparèixer en tots llocs en els seus productes i amb una sèrie de diferents colors característics.
Al mateix any, es torna a simplificar el logotip per una versió monocromàtica de color negre que va ser substituïda el 2001 per la versió que va acompanyar la nova aparença de la interfície gràfica de l'usuari del sistema operatiu Mac OS X anomenada Aqua.
L'any 2007 es va tornar a canviar el logotip per una versió cromada que es va realitzar pel disseny dels iMacs i en l'actualitat, s'ha tornat a simplificar en una variant en gris neutre.

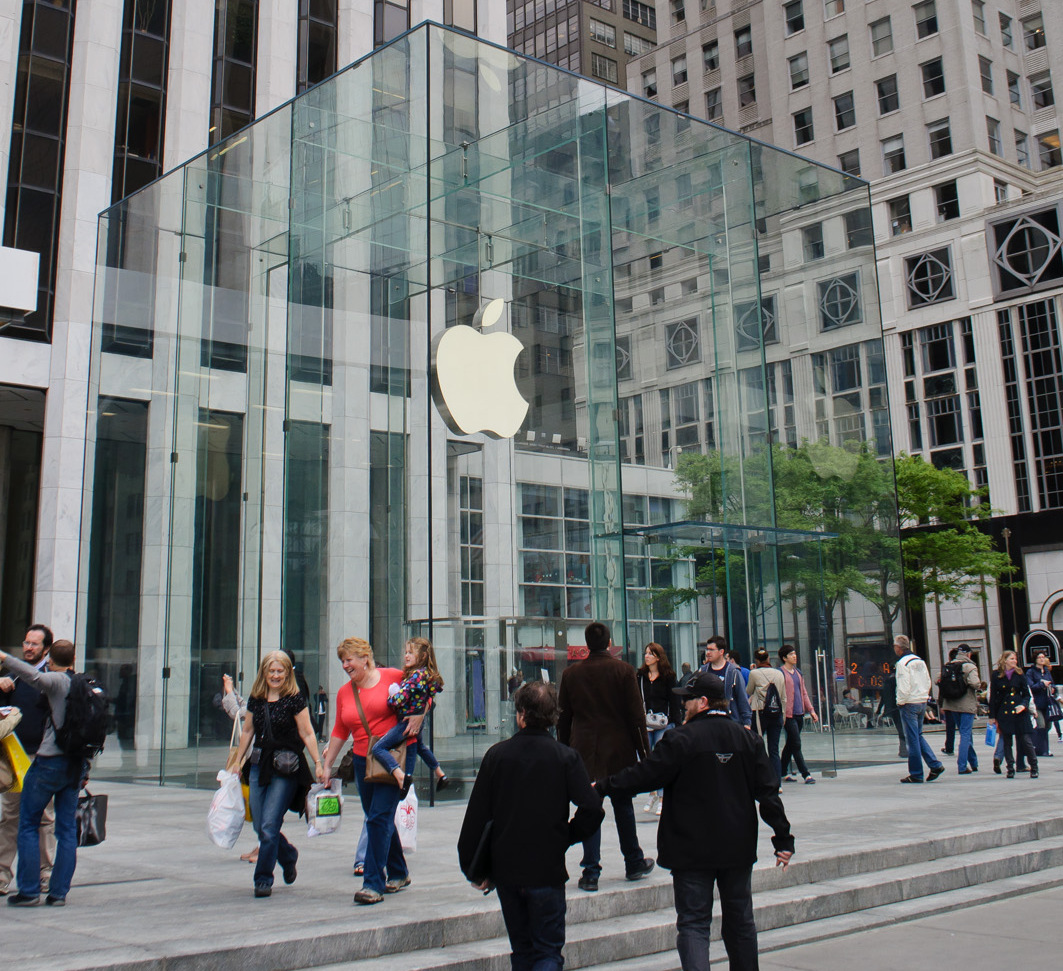
Vista exterior de l'Apple Store Fifth Avenue

## Apple Store Fifth Avenue
És la botiga més coneguda arreu del món de l'empresa Apple, situada al número 767 de la Cinquena Avinguda de Nova York. Va ser realitzada pels arquitectes Peter Bohlin, Karl Backus i Jon Jackson. La botiga té 1.858m².
Ubicada en una esplanada que hi ha al davant de l'antic edifici de la General Motors, és oberta les 24 h del dia. La part més famosa i icònica de l'edifici és el cub de 9,75 metres.
El cub no té acer estructural i és sustentat pel revestiment de vidre tensat, aletes de vidre vertical i una retícula de bigues de vidre. Els diferents components de vidre estan units per juntes d'acer inoxidable. El cub és l'entrada visible al carrer de la botiga que està situada sota la plaça. Aquest cub sembla que estigui totalment buit tret del logotip de la marca. El cub és il·luminat pels llums de la botiga que s'eleven des de sota.
Aquest cub es pot comparar amb la piràmide del Museu del Louvre de París, tant per la forma geomètrica pura com per les escales en espiral que envolten un ascensor circular.